# Grigorovich M-1
Grigorovich M-1 là một loại tàu bay do Dmitry Pavlovich Grigorovich thiết kế, chế tạo tại Nga năm 1913.

## Tính năng kỹ chiến thuật (M-1)
Dữ liệu lấy từ The Osprey Encyclopedia Of Russian Aircraft 1875-1995 
Đặc tính tổng quan
- Kíp lái: 2
- Chiều dài: 7,4 m (24 ft 3 in)
- Sải cánh: 9,5 m (31 ft 2 in)
- Diện tích cánh: 18,2 m2 (196 foot vuông)
- Trọng lượng rỗng: 420 kg (926 lb)
- Trọng lượng có tải: 620 kg (1.367 lb)
- Động cơ: 1 × Gnome , 37 kW (50 hp)

Hiệu suất bay